# Wolnomyślicielstwo
Wolnomyślicielstwo (ang. free-thinking) – ideologia, ruch społeczny zapoczątkowany w dobie Oświecenia przeciwny wszelkim dogmatom, zasadzający się na poglądzie, iż sądy należy formułować na podstawie wiedzy naukowej i rozumowania logicznego, bez odwoływania się do argumentów religijnych czy tradycji; określenie wolnomyśliciel bywa traktowane jako synonim określenia ateista, chociaż wolnomyśliciel niekoniecznie jest ateistą.
Według wolnomyślicielstwa stanowiska dotyczące prawdy należy formować wyłącznie na podstawie logiki, rozumu i empiryzmu, a nie autorytetu, tradycji, objawienia lub dogmatu. Według Oxford English Dictionary wolnomyśliciel to „osoba, która kształtuje własne idee i opinie, a nie akceptuje poglądy innych ludzi, szczególnie w nauczaniu religii”. W szczególności w niektórych współczesnych myślach wolnomyślicielstwo jest silnie związane z odrzuceniem tradycyjnych systemów przekonań społecznych lub religijnych.

## Historia
Wolnomyślicielstwo rozpowszechniło się w XIX w. jako wielopostaciowy ruch społeczny wyrosły z niejednolitych założeń filozoficznych i ideowych. Ruch miał charakter antyklerykalny, charakteryzujący się różnorodnością stanowisk, zwłaszcza odmian religijnego racjonalizmu, sceptycyzmu, a nawet deizmu. Wolnomyślicielstwo ujawniało postawy religii bez boga lub religii bezwyznaniowej. W końcu XIX i na początkach XX stulecia wolnomyślicielstwo funkcjonowało głównie w kręgach liberalnej, racjonalistycznie i scjentystycznie nastawionej inteligencji.
Określenia wolnomyśliciel użył po raz pierwszy filozof angielski John Toland (1670–1762), nazywając tak postawę człowieka kierującego się rozumem w odniesieniu do istniejących tradycji religijnych i odrzucającego wszelkie występujące w nich nieracjonalne elementy.

### Wolnomyślicielstwo w Polsce
Pierwszą polską organizacją wolnomyślicielską była Polska Liga Wolnej Myśli, powstała w lipcu 1906 r. w Paryżu. 8 grudnia 1907 utworzono w Warszawie Stowarzyszenie Wolnomyślicieli Polskich, na czele m.in. z Leo Belmontem, Ludwikiem Krzywickim, Andrzejem Niemojewskim, J Radlińskim i P. Weyhertem. Na skutek represji po rewolucji 1905-1907 rozwinęło ono działalność dopiero w Polsce niepodległej (8 listopada 1921 wyłoniło zarząd, wydawało „Myśl Wolną”). W Stowarzyszeniu Wolnomyślicieli Polskich orientacja dążąca do związania go z rewolucyjnym ruchem robotniczym (Jan Hempel, Zdzisław Mierzyński, Teofil Jaśkiewicz) zdobyła przewagę nad orientacją liberalno-burżuazyjną (Jan Niecisław Baudouin de Courtenay, Romuald Minkiewicz, Józef Landau). Różnice poglądów na istotę wolnomyślicielstwa, jego cele i metody, funkcje społeczne itp. nie oznaczały braku zbieżności stanowisk w sprawie zasadniczej tzn. laicyzacji kultury. Najszerszą platformą wypowiedzi ruchu były czasopisma wolnomyślicielskie: „Myśl Wolna” (1922-1925), „Wolnomyśliciel” (1926-1927), „Myśl” (1927-1928), „Wolnomyśliciel Polski” (1928-1935), „Racjonalista” (1930-1933) i inne. Wspomagały ten ruch w jego działalności organizacje z nim spokrewnione, takie jak Stowarzyszenie Obrony Wolności Sumienia, na czele którego stał Henryk Świątkowski, organem tego stowarzyszenia było czasopismo „Wolność Sumienia” (1934-1937), czy Liga Reformy Obyczajów, na której czele stali Tadeusz Boy-Żeleński, Irena Krzywicka, Wincenty Rzymowski, Józef Wasowski, Helena Boguszewska. 12 czerwca 1928 władze państwowe zawiesiły działalność SWP, zarzucając mu akcję antypaństwową. Zwolennicy orientacji liberalno-burżuazyjnej, którzy w 1925 opuścili SWP, wydawali od 1928 „Wolnomyśliciela Polskiego” i „Błyski Wolnomyślicielskie”, a w grudniu 1929 założyli Polski Związek Myśli Wolnej. Do utworzonego w PZMW w czerwcu 1930 koła intelektualistów pod kierownictwem Tadeusza Kotarbińskiego (wydawało „Racjonalistę”) należeli m.in. Stefan Czarnowski, Kazimierz Czapliński, Ludwik Krzywicki, Adam Próchnik, Z. Szymanowski. W 1936 pod naciskiem Kościoła i środowisk klerykalnych PZMW został rozwiązany przez władze państwowe. 9 grudnia 1945 z inicjatywy działaczy dawnego PZMW powołano do życia Stowarzyszenie Myśli Wolnej. Wydawało ono „Myśl Wolną”. Na jego czele stali m.in. Teofil Jaśkiewicz, Józef Kobyłecki, R. Kryspin, Kazimierz Rusinek. W 1949 zawiesiło działalność. W styczniu 1957 powstało Stowarzyszenie Ateistów i Wolnomyślicieli. Poprzez akcję odczytową i wydawniczą propagowało ono laickie poglądy na świat, popularyzowało świeckie i postępowe tradycje w kulturze polskiej. Wydawało ono m.in. „Argumenty”, „Fakty i Myśli” oraz „Rocznik Myśli Wolnej”. Jego czołowymi działaczami byli m.in. Andrzej Nowicki, T. Pasierbiński, Bożena Krzywobłocka. Na krajowym zjeździe Stowarzyszenia Ateistów i Wolnomyślicieli oraz Towarzystwa Szkoły Świeckiej 27 kwietnia 1969 nastąpiło połączenie obu organizacji w Towarzystwo Krzewienia Kultury Świeckiej. Przewodniczył mu Jerzy Sztachelski. Wydawało ono pisma: „Argumenty”, „Fakty i Myśli”, „Wychowanie” i inne.